# Reduto de Nossa Senhora da Conceição de Fernando de Noronha
O Reduto de Nossa Senhora da Conceição de Fernando de Noronha localiza-se na ilha de Fernando de Noronha, no arquipélago de mesmo nome, no estado de Pernambuco, no Brasil.
Erguido em posição dominante sobre a praia da Conceição, integrava a defesa do setor norte da ilha, cooperando para esse fim com o Reduto de Santa Cruz do Morro do Pico de Fernando de Noronha.

## História
Foi erguido a partir de fins de 1737, com planta do Engenheiro militar Diogo da Silveira, sob a direção do Tenente-coronel João Lobo de Lacerda, no formato de um trapézio com dois edifícios no terrapleno pelo lado de terra. Esteve guarnecido por um Alferes e trinta e dois praças, e artilhado com dez peças de ferro de diferentes calibres (BARRETTO, 1958:128). A sua planta, colorida, é vista em anexo a documento de 12 de Dezembro de 1739 ("Planta do Forte de Nossa Senhora da Conceição, em uma ponta de terra que faz a ilha de Fernando de Noronha, o qual forte defende as duas enseadas", c. 1739. Arquivo Histórico Ultramarino, Lisboa.) (IRIA, 1966:64).
Um mapa inglês da ilha de Fernando de Noronha (Londres, 1793. apud SECCHIN, 1991:10-11), exibe o Forte da Conceição dominando a enseada e a praia do Cachorro em posição oposta ao Forte de Nossa Senhora dos Remédios de Fernando de Noronha a nordeste, e as praias do Meio e da Conceição, a sudoeste.
À época do Segundo Reinado foi reconstruído (1846), e, no contexto da Questão Christie (1862-1865), melhorado (1864).
No século XX serviu como enfermaria do Presídio (GARRIDO, 1940:57). Também conhecido como Fortim da Conceição, BARRETTO (1958) reporta que, à época (1958), encontrava-se abandonado e em ruínas (op. cit., p. 128).